# Toddy O’Sullivan
Toddy O’Sullivan (* 8. November 1934 in Cork, Irland; † 12. Dezember 2021 ebenda) war ein irischer Politiker der Irish Labour Party.

## Leben
Toddy O’Sullivan wuchs in Cork auf und arbeitete nach dem Schulabschluss als Postbeamter. O’Sullivan versuchte 1979 bei den Nachwahlen den Sitz des verstorbenen Labour-Abgeordneten Patrick Kerrigan im Dáil Éireann für den Wahlkreis Cork City zu erobern, was misslang. Er blieb zunächst Mitglied im Cork City Council und wurde sogar von 1980 bis 1981 Lord Mayor von Cork City.
Bei den Wahlen zum Dáil Éireann 1981 siegte er im Wahlkreis Cork North-Central und zog in das Unterhaus des Oireachtas ein.
Er konnte seinen Sitz bei den anschließenden Wahlen verteidigen. Durch seinen Umzug musste er bei den Wahlen 1987 im Wahlkreis Cork South-Central antreten. 1997 verlor er jedoch das Mandat bei den Wahlen und versuchte ein Jahr später, in den Dáil Éireann bei einer Nachwahl für den verstorbenen Hugh Coveney anzutreten. Gegen dessen Sohn Simon unterlag er jedoch. Er verzichtete auf die Kandidatur für weitere Wahlen.
Am 13. Februar 1986 wurde er in der Regierung FitzGerald II zum Staatsminister im Umweltministerium für die Verwaltung der Zuwendungen ernannt. Am 20. Januar 1987 trat er mit den übrigen Ministern und Staatsministern der Labour Party von seinem Amt zurück. 
Als die Irish Labour Party 1994 erneut Koalitionspartner der Fine Gael in der Regierung Bruton wurde, wurde O’Sullivan am 20. Dezember 1994 zum Staatsminister im Ministerium für Tourismus und Handel ernannt. Er blieb bis zum 26. Juni 1997 auf diesem Posten.
Toddy O’Sullivan war mit Esther Chandley verheiratet, mit der er drei Kinder hatte.